# Karlův most v Dobříši
Kamenný most přes Pilský potok vybudovaný kolem roku 1830 stojí v katastrálním území Dobříš v okrese Příbram. Od 1. října 2020 je kulturní památkou ČR.

## Historie
Silniční kamenný most překlenuje Pilský potok v místě dřívějšího brodu na historické císařské cestě, která spojovala Prahu s Pasovem. Stavba mostu je spojena s pověstí o tragické události, při které utonula v brodu nevěsta Marie Anna Kloiber z Českého Krumlova v roce 1829. Most se sochou svatého Jana Nepomuckého po té na své náhrady nechala postavit její rodina. Stavbu mostu určuje datum úmrtí dívky, které je doloženo v dobříšské matrice a datum na mapě stabilního katastru. Most byl postaven jako zmenšenina pražského Karlova mostu a také tak je nazýván Karlův most v Dobříši.
Při opravě komunikace v roce 2020 se plánuje jeho stržení a nahrazení novou konstrukcí, proti čemuž místní sepsali petici.
V roce 2019 byl jeho stav komentován jako havarijní, přičemž špatný technický stav je pozůstatkem již od 60. let 20. století, kdy došlo k jeho nešetrné renovaci. Socha svatého Jana Nepomuckého, která byla na mostě umístěna, byla v roce 1974 poškozena vandaly a z mostu byla demontována.
V roce 2020 byl most Ministerstvem kultury České republiky prohlášen za kulturní památku ČR.
Počátkem února 2022 byl most kvůli havarijnímu stavu pro veškerou dopravu uzavřen. Došlo tak po mimořádné prohlídce, při níž bylo odhaleno velké poškození konstrukce.
Oprava mostu by měla být zahájena v roce 2023.

## Popis
Klasicistní kamenný most svou konstrukcí odpovídá inundačním mostům. Má čtyři nízké segmentové oblouky posazené na třech pilířích s břitovými ledolamy a dvou pobřežních opěrách. Břity ledolamů jsou na návodní i povodní straně mají ve vrcholech polojehlanové kamenné hlavice. Břity pilířů a mostní oblouky jsou vyzděné z přesně opracovaných tesaných kamenných kvádrů. Stavebním materiálem jsou pískovcové kvádry (čela oblouků) a pískovcové desky (koruna mostu). Zdivo kleneb je z menšího lomového kamene. Mezi pilíři jsou pískovcové chrliče, které odváděly vodu z vozovky, postupem doby zanesené a nefunkční (2021). Původní parapetní zdi byly odstraněny v druhé polovině 20. století a nahrazeny betonovými sloupky s jednoduchým zábradlím a po roce 1974 kovovým zábradlím. Z původní parapetní zídky se dochovala část, na které stála socha svatého Jana Nepomuckého nad středovým pilířem na jižní straně.
Most byl opakovaně opatřen torketováním a nahozeným betonem, hlavně na západní straně. Na severní straně je přistavěna lávka pro pěší.
Na mostě je položen živičný povrch. Zatížení mostu bylo omezeno dopravní značkou 16t s doplňkovou tabulkou jediné vozidlo 43t, vzhledem k havarijnímu stavu je nosnost snížena dopravní značkou 8,5t s doplňkovou tabulkou 25t. Přes most vede silnice II/114, ulice Pražská.